# Namazu Ike
Namazu Ike är en sjö i Antarktis. Den ligger i Östantarktis. Norge gör anspråk på området. Namazu Ike ligger 13 meter över havet.